# Лисий Яків Івкович
Я́ків І́вкович Ли́сий (Псевдо:«Воля», «Павло», «Ярослав»; *1911, с. Старий Чарторийськ, Маневицький район, Волинська область — †9 січня 1951, біля с. Куликовичі, Маневицький район, Волинська область) — керівник Голобського районного проводу ОУН, лицар Срібного хреста бойової заслуги УПА 2 класу та Бронзового хреста заслуги УПА.

## Життєпис
Освіта — початкова. Член Чарторийської філії товариства «Просвіта». Відбув строкову службу у Польській армії, звідки звільнився у звані капрала. 
Член ОУН. Командир повстанського відділу (1941), член Колківського районного проводу ОУН (1942 — весна 1943). У лавах УПА з весни 1943 р.: командир рою УПА (весна 1943 — ?) та відділу ЗГ «33» УПА-Північ (1944—1945), командир боївки СБ в рідних околицях (1945-?), а відтак комендант боївки СБ Колківського надрайонного проводу ОУН (?), керівник Голобського районного проводу ОУН (?). 
Загинув біля оточеної оперативно-військовою групою МДБ криївки. Застрелився, щоб живим не потрапити в руки ворога. Тіло забране облавниками у тодішній райцентр Колки, місце поховання не відоме. 
Старший булавний УПА (?).

## Нагороди
- Згідно з Наказом Головного військового штабу УПА ч. 3/48 від 23.10.1948 р. старший булавний УПА Яків Лисий – «Ярослав» нагороджений Срібним хрестом бойової заслуги УПА 2 класу.
- Згідно з Наказом Головного військового штабу УПА ч. 1/52 від 20.06.1952 р. керівник Голобського районного проводу ОУН Яків Лисий – «Павло» нагороджений Бронзовим хрестом заслуги УПА.